# دخل التضامن الاجتماعي (فرنسا)
دخل التضامن الاجتماعي (بالفرنسية: Revenu de solidarité active)‏ والذي يُختصر بـ (RSA) هو نظام دعم اجتماعي في فرنسا يهدف إلى تعزيز دخل الأفراد الذين يعانون من الفقر أو لديهم دخل منخفض إلى حد كافٍ لتوفير دخل أساسي لهم. وفي المقابل، يتعين على مستفيدي هذا النظام في بعض الحالات الالتزام بالبحث عن فرص عمل أو ممارسة نشاط معين، وتحديد ومتابعة مشروع مهني يهدف إلى تحسين وضعهم المالي وإدماجهم في الحياة المهنية أو الاجتماعية.
يُعزيز برنامج دعم RSA من خلال الوكالة الجديدة للأنشطة الاجتماعية (ANSA) التي يُشرف عليها مارتن هيرش، المفوض العالي للأنشطة الاجتماعية لمكافحة الفقر في فرنسا. أُجريت تجربة التضامن الاجتماعي في 34 إقليمًا بناءً على قانون تيبا (المعروف أيضًا بـ "حزمة الإعفاء الضريبي") الذي تمت الموافقة عليه في أغسطس 2007. وعمم نظام دخل التضامن الاجتماعي في جميع أنحاء فرنسا في يونيو 2009 واعتبارًا من 1 يناير 2011 في أقاليم فرنسا البعيدة، بما في ذلك سانت بارتيليمي وسانت مارتن وسانت بيير وميكلون.
يُدار نظام التضامن الاجتماعي من قبل مجالس الأقاليم ويصرف من قبل صناديق الأسرة والتضامن الاجتماعي الزراعي. وفي يونيو 2022، استفاد حوالي 1.88 مليون أسرة من نظام دخل التضامن الاجتماعي. ويعتمد تقييم الدعم على شروط الإقامة والعمر والدخل للمستفيدين.
ابتداءً من 1 أبريل 2023، وصل مبلغ الدعم إلى 607.75 يورو شهريًا للفرد الأعزب بدون نشاط آخر أو دخل إضافي أو مساعدة إسكان. ويُعتبر نظام دخل التضامن الاجتماعي جزءًا مهمًا من ميزانية الدولة الفرنسية في عام 2023، حيث يمثل حوالي 6% منها.

## الأصول
المشكلات والأهداف
يحلُّ دخل التضامن الإجتماعي محلَّ الحد الأدني للإدماج [الفرنسية] الذي أُنشئ عام 1988. يهدف إلى القضاء على العتبات التي تجعل المستفيد من الحد الأدنى الاجتماعي، عند استئنافه لنشاط مأجور الحد الأدنى للأجور، لا يرى زيادة في دخله. يعمل دخل التضامن الإجتماعي كدخل تكميلي للعاملين ذوي الدخل المنخفض وكحد أدنى اجتماعي للعاطلين عن العمل.
يسعى البرنامج إلى تعزيز العودة إلى سوق العمل للمستفيدين من الحد الأدنى الاجتماعي عبر ثلاثة إجراءات رئيسية:
- الإبقاء على جزء من مخصصات دخل التضامن الإجتماعي عند العودة إلى العمل. يتيح ذلك لمن يستأنف العمل بدوام جزئي أو بالحد الأدنى للأجور زيادة إجمالي دخله. وفقًا لمارتن هيرش، يتيح دخل التضامن الجمع بين الدخل الوظيفي ودخل التضامن، مع ضمان أن كل ساعة عمل تعني زيادة في الدخل.
- تقديم دعم شخصي مكثف لتسهيل العودة إلى العمل. يُقدَّم هذا الدعم، الذي تنظمه جهات مثل مكتب العمل، للذين كانوا مستفيدين من الحد الأدني للإدماج أو بدل الوالد الوحيد [الفرنسية]. يصبح هذا الدعم إلزاميًا للعمال الذين يقل دخلهم عن 500 يورو شهريًا خلال الأشهر الثلاثة الأخيرة، والذين طالبوا بحقوقهم في دخل التضامن الإجتماعي.[5]
- تطوير المساعدة الشخصية للعودة إلى العمل. تشمل هذه المساعدة حزمة مالية لدعم النقل أو تكاليف الانتقال أو رعاية الأطفال، مما يسهّل التغلب على العقبات المرتبطة بالعودة السريعة إلى سوق العمل.[6]

صرّح مارتن هيرش في سبتمبر 2007 قائلًا: «لم نزعم يومًا أن دخل التضامن النشط سيكون كافيًا وحده لمحاربة جميع أشكال الفقر، لكننا نعتقد أنه، إذا تم تصميمه بشكل جيد، يمكن أن يساعد حوالي 700,000 شخص على تجاوز هذا العتبة، أي ما يعادل ثلث الهدف المحدد للولاية الرئاسية.» ويمثل هذا العدد آنذاك عُشر مجموع الأشخاص المصنفين كفقراء في فرنسا.